# محراب فاطمی
محراب فاطمی (زادهٔ ۱۶ اسفند ۱۳۵۳ در تهران) ورزشکار پاورلیفتینگ اهل ایران و اصالتاً از ترک‌های تبریز است. محراب فاطمی یکی از چهره‌های محبوب مسابقات مردان آهنین که در ایام نوروز پخش می‌شود، است.او یکی از قویترین مردهای تاریخ مردان اهنین است که در حال حاضر یکی از مجریان این برنامه است
او در یک خانواده پرجمعیت به دنیا آمده و ۵ برادر به نام‌های روح الله‌، حسین‌، علی‌، مهدی و حسن دارد. وی ۵ دوره در فینال مسابقات قوی‌ترین مردان ایران ملقّب به مردان آهنین حضور داشته‌است. محراب فاطمی از پنج باری که در مسابقه مردان آهنین شرکت کرد، چهار بار به قهرمانی رسید و به سلطان آهنین معروف شد. برادران فاطمی همگی از ورزشکاران حرفه‌ای بدنسازی هستند که از میان آنها مهدی فاطمی به همراه محراب در مسابقات مردان آهنین شرکت داشت.
این ورزشکار با قد ۱۸۶ سانتی‌متر و وزن تقریبی ۱۳۵ کیلوگرم، یکی از برجسته‌‌ترین ورزشکاران قدرتی ایران محسوب می‌‌شود. او همچنان اندام متناسب خود را حفظ کرده و به‌ عنوان مربی نیز فعالیت دارد.

## افتخارات

### قوی‌ترین مردان تهران
- ۲ دوره قهرمانی در مسابقات قوی‌ترین مردان پایتخت

### قوی‌ترین مردان ایران
- ۴ دوره قهرمانی در مسابقات مردان آهنین در سال‌های ۱۳۷۷، ۱۳۸۰، ۱۳۸۴ و ۱۳۸۵
- ۱ دوره قهرمانی در مسابقات کشوری قوی‌ترین مردان ایران

### قوی‌ترین مردان جهان
- مقام ششمی در مسابقات جهانی قوی‌ترین مردان، فنلاند، سال ۲۰۰۴

### پاورلیفتینگ
- ۳ دوره قهرمانی در مسابقات آسیایی پاورلیفتینگ در سال‌های ۲۰۰۱، ۲۰۰۳ و ۲۰۰۴[۳]
- مقام سومی در مسابقات جهانی پاورلیفتینگ در سال ۲۰۰۳ در فنلاند

## زندگی شخصی
محراب فاطمی سالهاست که ازدواج کرده و دو فرزند به نام‌های ایلیا و پارمیدا دارد. پسرش، ایلیا، نیز مانند پدرش در رشته پاورلیفتینگ فعالیت دارد.

## قدرت نمایی در 50 سالگی
محراب فاطمی قهرمان چندین دوره قوی‌ترین مردان ایران که به عنوان داور در کنار فرامرز خودنگاه در سری جدید مردان آهنین فعالیت دارد،در مسابقات سال ۱۴۰۳ با اجرای آیتم افتخاری پرتاب کیسه ها، یاد و خاطرات دهه هفتاد و هشتاد علاقمندان به مردان آهنین را زنده کرد و نشان داد دود از کند بلند می‌شود.